# Футбол в Бангладеш
Футбол в Бангладеш занимает 2-е место в рейтинге популярных видов спорта, уступая крикету. Управление осуществляет Бангладешская футбольная федерация. В связи с большим финансированием крикета на футбол уходит меньше средств, поэтому футбольная инфраструктура в стране развита недостаточно высоко, как и команды. Тем не менее, это не мешает Бангладеш каждые 4 года собирать колоссальную аудиторию зрителей, смотрящих матчи чемпионата мира ФИФА.

## История
Война за независимость Бангладеш привела к образованию в 1971 году на карте мира нового государства. С целью заложения основ мирной жизни начал развиваться в стране футбол. 16 матчей провела так называемая сборная Свободной Бенгалии по футболу в Индии, и в 2009 году её результаты признала Бангладешская футбольная федерация. До 1990-х годов в стране царил футбольный бум, особенно в лиге Дакки, где появились с 1940-х годов известные клубные команды — «Дакка Уондерерс», «Виктория», «Вари», «Мухамеддан», «Гимкхана», сборные железнодорожных и пожарных служб. В конце 1940-х годов начали проводиться игры между сборными Западной Бенгалии и Восточного Пакистана. Первый чемпионат Дакки выиграл клуб «Виктория» в 1948 году, за три года до начала движения за родной язык в Бенгалии. Лига Дакки считалась одной из наиболее престижнейших в Южной Азии с 1970-х по 1990-е годы, где вскоре начали играть и бывшие игроки ведущих восточных клубов. Клубы Бангладеш — БКСП и «Бангладеш Ред» — выступали в таких международных клубных турнирах, как Золотой кубок Ага Хана, Золотой кубок Президента, Dana Cup и Gothia Cup. В 1990 году последние два трофея выиграл БКСП, а «Бангладеш Ред» выиграл Золотой кубок Президента в 1989 году. Помимо этого, в 1985 году клуб «Куаид-Э-Азам» выиграл Трофей Пакистана, в 1995 году — турнир в Мьянме, а в 2003 году — Бутанский мемориал Джигме Вангчука.
Величайшим игроком в истории Бангладеш считается Кази Салахуддин, игравший в 1979 году в чемпионате Гонконга и позже ставший президентом Бангладешской футбольной федерации, которая была основана ещё в 1972 году. Сборная же дебютировала матчем против Таиланда в 1973 году на турнире Мердека в Малайзии. После принятия Бангладеш в ФИФА в 1974 году и АФК сборная приняла участие в Кубке Азии 1980 года (своё единственное), а также начала играть в отборах на чемпионат мира, куда не отобралась ни разу. Высшим достижением сборной остаётся титул чемпионов Южной Азии 2003 года, а также две победы на Южноазиатских играх в 1999 и 2006 годах.
В сборную в разное время приглашались на посты тренера австрийский специалист Дьёрдь Коттан и немец Отто Пфистер, который вывел сборную Кот-д'Ивуара на чемпионат мира 2006 года. В 2006 году Бангладеш вышел в четвертьфинал Кубка вызова АФК под руководством аргентинца Андреса Крусиани, а в 2010 году выиграл Южноазиатские игры под руководством Зорана Джёрджевича, который в феврале того же года ушёл в отставку. 6 сентября 2011 года в Бангладеш на стадионе Бангабанду прошёл матч между сборными Аргентины и Нигерии, в котором принял участие звезда мирового футбола Лионель Месси, а на стадионе среди зрителей были и игроки сборной Бангладеш. Другой важной вехой в истории сборных стал день 4 ноября 2018 года, когда сборная Бангладеш по футболу, составленная из подростков моложе 15 лет, выиграла чемпионат Южной Азии, обыграв по пенальти сверстников из Пакистана.

## Руководство
Бангладешская футбольная федерация была основана 15 июля 1972 года, вступив в 1973 году в АФК и в 1974 году в ФИФА. Она отвечает за организацию клубных первенств, управление профессиональной лигой и сборными Бангладеш всех категорий. Федерация сотрудничает с программой АФК Vision Asia для развития футбольной инфраструктуры страны. В апреле 2008 года её президентом стал Кази Салахуддин, переизбранный на этот пост 4 апреля 2012 года.

## Клубный футбол

### Клубы
В стране насчитывается 4100 клубов. Старейшими клубами в стране считаются БКСП, «Дакка Уондерерс», «Виктория», «Вари», «Гимкхана» и «Азад», одними из самых молодых клубов по дате образования — «Абабани Лимитед», «Мухаммедан», «Муктиджоддха», «Бразерс Унион», «Шейх Дажмаль Дханмонди» и «Шейх Рассел». Клубы соревнуются в международных турнирах — Кубке Президента АФК и Международном клубном кубке Шейха Камаля.

### Чемпионаты
- Премьер-лига Бангладеш (Б-Лига), высший уровень. Заменила Лигу Дакки.
- Чемпионат Лиги Бангладеш, второй уровень.
- Национальный футбольный чемпионат, третий уровень, полу-профессиональный турнир.
- Кубок Федерации Бангладеш, национальный кубок.
- Суперкубок Бангладеш, самый бюджетный турнир.

Региональные турниры: Лига Даки, Лига Читтагонг, Лига Райшани, Лига Кокс Базар и Лига Комилла

## Известные футболисты
- Кази Салахуддин[англ.]
- Шейх Аслам[англ.]
- Саид Хассан Канан[англ.]
- Сайед Абдус Самад[англ.]
- Кайзер Хамид[англ.]
- Аминул Оке[англ.]
- Раджан Канта Барман[англ.]
- Анвар Уддин[англ.]
- Шахед Ахмед[англ.]

## Женский футбол
В стране, где большую часть населения составляют мусульмане, с большим нежеланием воспринимали идею женского футбола. Только в ноябре 2007 года в рамках программы Vision Asia в Бангладеш прошёл первый футбольный турнир с участием восьми женских команд. Вопреки всем рискам и угрозам, турнир прошёл на высоком уровне без инцидентов. В октябре 2008 года состоялся турнир в рамках программы Vision Bangladesh под руководством Бангладешской футбольной федерации с целью дальнейшего развития игры среди женщин. С 2010 года женский футбольный турнир является частью программы Южноазиатских игр, причём в 2010 году игры прошли именно в Бангладеш. Команда Бангладеш на том турнире стала бронзовым призёром.